# Krasnoritxenske
Krasnoritxenske (en ucraïnès Красноріченське, en rus Краснореченское, Krasnorétxenskoie) és una vila de l'óblast de Luhansk a Ucraïna. Fins al 2020 formava part del districte de Kreminnà, i després passà a formar part del districte de Svàtove. Fins al 1973 s'anomenava Kabanske. El 2021 tenia 3.873 habitants.
La vila està ocupada per Rússia des de març del 2022, i és administrada per la República Popular de Luhansk.

## Història
Krasnoritxenske es fundà el 1701 amb el nom de Kabanske. L'any 1957 rebé l'estatus d'assentament de tipus urbà.
Durant la invasió d'Ucraïna del 2022, les forces de la República Popular de Luhansk, amb l'ajuda de les forces russes, ocupaden Krasnoritxenske a començaments de març del 2022.